# 鳳翔峰戰鬥
鳳翔峰戰鬥發生於1934年12月14－16日，地點則是在中國江西南豐（今南丰县桑田镇一带）。是第一次国共内战前期主要戰鬥之一。該戰鬥交戰一方為中華民國國民革命軍，另一方則為中國共產黨所領導之中國工農紅軍。戰鬥末了，國軍67師佔領鳳翔峰。